# Testudinella berzinsi
Testudinella berzinsi är en hjuldjursart som beskrevs av Gillard 1952. Testudinella berzinsi ingår i släktet Testudinella och familjen Testudinellidae. Inga underarter finns listade i Catalogue of Life.